# Bein Károly
Bein Károly (Mágocs, 1853. április 7. – Budapest, 1907. október 18.) rabbiképző-intézeti tanár.

## Élete
Bein Éliás (Illés) kereskedő és Schmidt Babetta fia. A műegyetem elvégzése előtt a reáliskolát végezte el, 1874-ben lett a műegyetem hallgatója. 1878-ban kerül az Országos Rabbiképző intézetbe, ahol matematikát, fizikát és természetrajzot tanított az alsó tanfolyamon. Több jeles munkát írt, biztosítási mennyiségtanát a Magyar Tudományos Akadémia pályadíjjal tüntette ki. Az izraelita tanítóképzőben és a Kereskedelmi Akadémián is tanított.
A Kozma utcai izraelita temetőben nyugszik (5. parcella 1. sor 9. sírhely).

## Magánélete
Első felesége Kaff Linka (Karolina) volt, akivel 1878. július 1-jén kötött házasságot. 1884. október 25-én huszonhat éves korában elhunyt.
Gyermekei (első feleségétől):
- Bein Kornél (1880–1929)[4] az Alföldi Cukorgyár Rt. igazgatója. Felesége Ligeti Mária (1887–1945)[5] volt.
- Szántó Jenőné Bein Jolán (1881–1914)[6]
- Bettelheim Emilné Bein Olga (1883–1943).[7]

Második felesége Freund Stefánia (1864–1919) volt, akit 1886. január 21-én vett nőül.
Gyermeke (második feleségétől):
- Bein Ervin (1887–1891)

## Írásai
1873-75-ig a Fünfkirchener Zeitungnak volt munkatársa. Természettudományi, matematikai, tanügyi és életrajzi cikkei és értekezései a következő szaklapokban és folyóiratokban jelentek meg: Műegyetemi Lapok (1876.), Polgári Iskola (1880.), Nemzeti Nőnevelés (1880. 1883.), Természettudományi Közlöny (1881. 1884-85.), Magyar Tanügy (1884-85.), Egyetértés tanügyi rovatában (1885-86.), Pester Lloyd (1886. 348. 1887. 11. 34. 216. 288. 1888. 186. 1889. 109. sz.), Magyar Zsidó-Szemle (1886.), Néptanítók Lapja (1887.); több névtelen cikke a Magyar Molnár-ban, a Honban (1879.) és a Zeitschrift für math. und naturw. Unterrichtben jelent meg.

## Művei
1. Természettan a népiskolák és az ismétlő iskolák számára. Bpest, 1887. (2. kiadás. Uo. 1890.)
2. Naturlehre für Volks- und Wiederholungsschule. Uo. 1890.
3. Természettan polgári és a felsőbb leányiskolák számára Uo. 1890.
4. Természettan a tanító- és a tanítónő-képzőintézetek számára. Uo. 1890.
5. Képes természetrajz. Berge F. után ford. és a hazai viszonyokra alkalmazva. Uo. 1891.
6. A kis lepkegyűjtő. Uo. 1891. (Ford.)